# Oyrareingir
Oyrareingir este un oraș din Insulele Faroe.